# 문서 편집기 목록
문서 편집기 목록에 관한 설명이다. 저명한 문서 편집기를 나열한다.

## 그래픽 및 텍스트 사용자 인터페이스
- 이맥스/XEmacs
- Textadept
- vim

## 그래픽 사용자 인터페이스
- 아톰 (문서 편집기)
- 블루피시 (소프트웨어)
- 브래킷츠 (문서 편집기)
- 엠에디터
- Geany
- Gedit
- HxD
- jEdit
- 케이트 (문서 편집기)
- KWrite
- Leafpad
- Kile
- Leafpad
- 라이트 테이블 (소프트웨어)
- 미드나이트 커맨더
- 메모장 (소프트웨어)
- 노트패드++
- PSPad
- SciTE
- 소스 인사이트
- 서브에사에딧
- 서브라임 텍스트
- 텍스트메이트
- 울트라에디트
- 비주얼 스튜디오 코드
- X11 Xedit

## 텍스트 사용자 인터페이스

### 시스템 기본값
- Ed (문서 편집기)
- ED
- EDIT (MS-DOS)
- EDIT (DR-DOS)
- EDIX
- EDITOR (DR-DOS)
- EDLIN
- ee
- nvi
- vi

### 기타
- 이맥스
- Joe's Own Editor
- mcedit
- GNU 나노
- 피코 (문서 편집기)

### vi 클론
- 비지박스 vi
- ex (유닉스)
- vim

## 사용자 인터페이스 없음 (편집 라이브러리/툴킷)
- sed (유틸리티)

## 같이 보기
- 편집기 전쟁
- 라인 에디터
- HTML 편집기 목록
- 워드 프로세서 목록
- 소스 코드 편집기